# Râul Câmpșoara
Râul Câmpșoara este un curs de apă, afluent al râului Câmpa. 